# Verkündigungskirche (Mossul)
Die Syrisch-katholische al-Bischara-Kirche, die Verkündigungskirche (arabisch كنيسة البشارة), ist eine Kirche in der irakischen Stadt Mossul, die im Jahre 2019 geweiht wurde. Sie gehört zur Erzeparchie Mosul der Syrisch-katholischen Kirche. Das Vorgängergebäude an selber Stelle stand von 1970 bis zu seiner Zerstörung 2014 durch Daesch. Die neue Kirche besteht aus Bauelementen einer inzwischen abgebauten provisorischen Kirche in einem Flüchtlingslager in Ankawa.

## Standort
Die syrisch-katholische Verkündigungskirche steht in Mossul im Viertel Mohandessin – östlich des Flusses Tigris –, wo bis 2014 viele Christen wohnten, an der Gasse 6 (ﺯﻕﺍﻕ 6) in deren Mittelabschnitt auf der westlichen Seite, etwa einen halben Kilometer westnordwestlich des vom Daesch gesprengten Maschki-Tors der Ruinenstätte Ninive und rund einen Kilometer südlich der chaldäisch-katholischen Kirche St. Paul, auf 220 m Meereshöhe.

## Geschichte
Die Verkündigungskirche im Osten Mossuls wurde 1970 für syrisch-katholische Gläubige errichtet, die aus den alten Stadtvierteln am Westufer des Tigris in die neuen Wohngegenden am Ostufer gezogen waren. Die Gemeinde wuchs durch Binnenmigration zunächst weiter. Eine Zäsur bedeutete die Invasion der USA ab 2003, in Folge derer die Christen von islamistischen Gruppen zunehmen verfolgt wurden und Tausende Mossuler Christen das Land verließen. Am 17. Januar 2005 wurde der syrisch-katholische Erzbischof von Mossul, Basile Georges Casmoussa, vor der Verkündigungskirche in ein Auto gezerrt und entführt, am nächsten Tag aber wieder freigelassen.
Nach der Eroberung Mossuls durch die Daesch am 10. Juni 2014 verließen die letzten Christen die Stadt, und viele von ihnen gelangten in die überwiegend christliche Stadt Ankawa am Nordrand der kurdischen Metropole Erbil. Im Flüchtlingslager Ashti 2 wurde eine neue syrisch-katholische Verkündigungskirche errichtet, die für drei Jahre ein neues Zentrum für die aus Mossul Vertriebenen wurde. Derweil zerstörte Daesch die Verkündigungskirche in Mossul vollständig. Nach der Rückeroberung Mossuls durch die irakischen Streitkräfte – der Osten der Stadt war im Lauf des Januars 2017 wieder in ihrer Hand – begannen Bemühungen der syrisch-katholischen Kirche, das moderne Gotteshaus wieder zu errichten und so die Gemeinde in Mossul wieder aufleben zu lassen. Das Flüchtlingslager Ashti 2 wurde 2018 aufgelöst, so dass der Pfarrer der Verkündigungskirche, Pater Emmanuel Kallo, am 2. Juni 2018 seinen letzten Gottesdienst abhalten musste. Pater Emmanuel nutzte seine Kontakte mit französischen Partnern wie Œuvre d’Orient, Fraternité en Irak und Fondation Saint-Irénée, den Wiederaufbau der Kirche, des Presbyteriums und der Wohnräume für Studenten im Osten Mossuls zu verwirklichen. Am 10. Juni 2018 wurden die Fertigbauteile der Ankawaer Verkündigungskirche nach Mossul gebracht, und an der Stelle der zerstörten Kirche von 1970 begann der Wiederaufbau aus den demontierten Bauteilen aus Ankawa. Am 7. Dezember 2019 wurde das Gebäude der Verkündigungskirche in Anwesenheit von Würdenträgern der Region eröffnet und am 8. Dezember 2019 die Kirche offiziell konsekriert.

## Architektur
Die neue Verkündigungskirche besteht aus Logelis-Platten, die aus der provisorischen Kirche der Flüchtlinge in Ankawa stammen. Beim Neubau wurden jedoch zusätzliche Dämmmaterialien eingesetzt und dem Gebäude ein dauerhafteres Erscheinungsbild gegeben. Auch die Innenausstattung wurde erweitert. Der moderne Gebäudekomplex – eine Erweiterung gegenüber der alten Kirche – umfasst neben der Kirche ein Presbyterium, und eine Begegnungsstätte für christliche und muslimische Studenten der Mossuler Universitäten.